# А група 1998/99
Сезон 1998/99 е 75-то издание на най-горната дивизия в българския шампионат по футбол. В групата участват 16 отбора, играе се всеки срещу всеки в две срещи на разменено гостуване. За победа се начисляват 3 точки, за равенство 1, а за загуба не се начисляват точки. Отборите заели последните три места отпадат в Б група.
Актуален шампион е Литекс (Ловеч), а новите отбори в групата са Пирин (Благоевград), Шумен и Септември (София). Сезонът започва на 7 август 1998 г. и завършва на 29 май 1999 г.

## Участващи отбори
Отборите са подредени по азбучен ред.
| Отбор      | Населено място | Треньор              | Капитан             | Екипировка  | Спонсор        |
| ---------- | -------------- | -------------------- | ------------------- | ----------- | -------------- |
| Ботев      | Пловдив        | Петър Зехтински      | Марин Бакалов       | Пума        | Няма           |
| Добруджа   | Добрич         | Иван Манолов         |                     | Пума        | РУЕН           |
| Левски     | Кюстендил      | Димитър Соколов      |                     | Улшпорт     | ВИС-2          |
| Левски     | София          | Ангел Станков        | Станимир Стоилов    | Адидас      | Мобилтел       |
| Литекс     | Ловеч          | Ферарио Спасов       | Стефан Колев        | Умбро       | Няма           |
| Локомотив  | Пловдив        | Владимир Фатов       | Юлиян Джевизов      | Тенев спорт | Няма           |
| Локомотив  | София          | Георги Василев       | Димитър Васев       | Reusch      | Delta G        |
| Металург   | Перник         | Георги Харалампиев   | Радостин Русев      | Лото        | Няма           |
| Миньор     | Перник         | Янко Динков          | Николай Александров | Космос      | Няма           |
| Нефтохимик | Бургас         | Димитър Стойчев      | Велиян Парушев      | Пума        | Няма           |
| Пирин      | Благоевград    | Йордан Самоковлийски |                     | Улшпорт     | GD             |
| Септември  | София          | Павел Панов          | Юри Николов         | Reusch      | БИНГБУЛ        |
| Славия     | София          | Стоян Коцев          |                     | Пума        | Софийски имоти |
| Спартак    | Варна          | Радослав Здравков    | Златин Михайлов     | Reusch      | Няма           |
| ЦСКА       | София          | Димитър Пенев        | Милен Петков        | Пума        | Мултигруп      |
| Шумен      | Шумен          | Тодор Тодоров        | Мирослав Мирославов | Тенев спорт | Шуменско пиво  |

### Треньорски смени
| Отбор          | Напускащ треньор  | Дата на напускане | Постъпващ треньор | Дата на назначаване |
| -------------- | ----------------- | ----------------- | ----------------- | ------------------- |
| Литекс         | Димитър Димитров  | септември 1998    | Ферарио Спасов    | септември 1998      |
| Локомотив (Пд) | Иван Глухчев      | септември 1998    | Динко Дерменджиев | септември 1998      |
| Миньор         | Венцислав Арсов   | септември 1998    | Янко Динков       | септември 1998      |
| Левски (Сф)    | Вячеслав Грозни   | декември 1998     | Ангел Станков     | декември 1998       |
| Локомотив (Пд) | Динко Дерменджиев | януари 1999       | Владимир Фатов    | януари 1999         |
| Левски (Кн)    | Аспарух Никодимов | май 1999          | Димитър Соколов   | май 1999            |

## Обобщение на сезона
Битката за титлата през сезон 1998/99 се води основно между актуалния шампион Литекс (Ловеч) и Левски (София). Столичният отбор започва по-добре кампанията, докато ловчанлии допускат две грешни стъпки в първите 4 кръга (0:0 в Шумен и загуба с 0:1 срещу Левски в Кюстендил). Впоследствие обаче Литекс наваксва изоставането и след края на есенния полусезон има аванс от 5 точки.
В първия пролетен кръг оранжевите губят с 0:1 при гостуването си на Локомотив (София). Така разликата с Левски става само 2 точки. Оттук до края на сезона започва лудо преследване между двата отбора, които не допускат грешки и печелят победа след победа. В 26-ия кръг се изправят един срещу друг в директен спор за титлата. На 5 май 1999 г. Левски и Литекс завършват 0:0 пред 30 000 зрители на стадион „Георги Аспарухов“. По този начин ловчанлии запазват преднината си и печелят втора поредна титла в А група.
Бронзовите медали са за Левски (Кюстендил), който регистрира най-доброто класиране в своята история (постигнато и през следващите два сезона). На 4-то място в първенството завършва Локомотив (София), а ЦСКА (София) остава едва на пета позиция. Голмайсторският приз в първенството печели Димчо Беляков от Литекс, който отбелязва 21 попадения.
От А група по спортно-състезателен път изпадат Шумен, Локомотив (Пловдив) и Септември (София), които завършват на последните три места в крайното класиране. След края на сезона обаче е установено, че мачът Металург-Литекс е бил уговорен. Това е доказано с аудиокасета записана в съблекалнята на перничани в почивката на въпросния мач. Касетата е излъчена в спортно шоу Гонг на Дарик радио и става достояние на цяла България. Според правилника, Металург е изваден от групата, а на Литекс са отнети спечелените три точки във въпросния мач. Това обаче довежда до сериозен юридически проблем, защото шампионатът вече е приключил, като Литекс е станал шампион с две точки преднина пред Левски. Това означава отнемане на титлата и присъждане на служебна такава за Левски. Всичко това се случва в навечерието на мачовете от европейските клубни турнири и е прекалено късно за каквито и да е промени. Затова БФС са принудени да отнемат три точки и от актива на Левски, под предлог уреждане на мача с Металург. Това така и не е доказано, но е единственият адекватен изход от ситуацията. Заради изваждането на Металург отборът на Шумен остава в елита и през следващия сезон.

### Любопитни факти
- На 29 ноември 1998 г. Литекс нанася най-голямата загуба в А група в историята на ЦСКА. В 14-ия кръг от сезона ловчанлии побеждават с 8:0 на Градския стадион в Ловеч.
- В 17-ия кръг, на 6 март 1999 г., професионален дебют в А група записва Димитър Бербатов. Нападателят на ЦСКА влиза като резерва при загубата с 2:3 от Левски (София).
- На 11 април 1999 г., в 22-рия кръг от сезона, гръмва скандал по време на срещата между Левски (Кюстендил) и ЦСКА на стадион „Осогово“. На полувремето, при резултат 0:1, е нанесен побой на играчите на гостите Ивайло Иванов и Адалберт Зафиров. Твърди се, че двамата са бити от гардове на собственика на домакините Георги Илиев. Заради случилото се отборът на ЦСКА не излиза на терена за второто полувреме. След няколко заседания на изпълкома на БФС е взето решение мачът да бъде отменен, а на отборите не са присъдени точки за него. Левски (Кюстендил) е наказан с лишаване от домакинство за три мача.
- В последния си сезон като футболист капитанът на Ботев Марин Бакалов поставя рекорд за най-много мачове в А група – 454. Постижението е подобрено 20 години по-късно от Георги Илиев.

## Класиране
| Отбор | Отбор                   | М  | П  | Р | З  | Г.Р.  | Г.Р. | Т  |
| ----- | ----------------------- | -- | -- | - | -- | ----- | ---- | -- |
| 1     | Литекс (Ловеч) (ш)      | 29 | 23 | 4 | 2  | 83:25 | +58  | 73 |
| 2     | Левски (София)          | 29 | 22 | 5 | 2  | 55:11 | +44  | 71 |
| 3     | Левски (Кюстендил)      | 29 | 18 | 3 | 8  | 57:29 | +28  | 57 |
| 4     | Локомотив (София)       | 30 | 17 | 4 | 9  | 46:30 | +16  | 55 |
| 5     | ЦСКА (София)            | 29 | 15 | 5 | 9  | 54:39 | +15  | 50 |
| 6     | Нефтохимик (Бургас)     | 30 | 15 | 4 | 11 | 52:38 | +14  | 49 |
| 7     | Славия (София)          | 30 | 11 | 8 | 11 | 47:36 | +11  | 41 |
| 8     | Миньор (Перник)         | 30 | 11 | 7 | 12 | 44:46 | -2   | 40 |
| 9     | Добруджа (Добрич)       | 30 | 11 | 2 | 16 | 45:55 | -10  | 36 |
| 10    | Металург (Перник)       | 28 | 11 | 2 | 15 | 32:41 | -9   | 35 |
| 11    | Пирин (Благоевград) (н) | 30 | 10 | 4 | 16 | 35:58 | -23  | 34 |
| 12    | Спартак (Варна)         | 30 | 10 | 4 | 16 | 39:50 | -11  | 34 |
| 13    | Ботев (Пловдив)         | 30 | 9  | 5 | 16 | 34:55 | -19  | 32 |
| 14    | Шумен (н)               | 30 | 8  | 8 | 14 | 36:56 | -20  | 32 |
| 15    | Локомотив (Пловдив)     | 30 | 4  | 5 | 21 | 26:73 | -47  | 17 |
| 16    | Септември (София) (н)   | 30 | 4  | 5 | 21 | 34:73 | -39  | 17 |

- След края на сезона Металург (Перник) е изваден от групата заради уреждане на домакинските си срещи с Левски (София) и Литекс (Ловеч). Резултатите от тези мачове са анулирани. Противно на наредбата, освободеното място не се попълва от 4-тия отбор в Б група, а изпадналият Шумен запазва мястото си в елита. Резултатът от срещата Левски (Кюстендил) – ЦСКА (София) е анулиран.

## Голмайстори
|     | Футболист         | Отбор        | Голове |
| --- | ----------------- | ------------ | ------ |
| 1.  | Димчо Беляков     | Литекс       | 21     |
| 2.  | Тодор Праматаров  | Шумен        | 17     |
| 3.  | Христо Марашлиев  | Левски (Кн)  | 16     |
| 4.  | Георги Георгиев   | Миньор       | 15     |
| 5.  | Георги Иванов     | Левски (Сф)  | 13     |
| 6.  | Диян Божилов      | Добруджа     | 12     |
| 7.  | Серж Йофу         | Добруджа     | 11     |
| 7.  | Димитър Телкийски | Ботев (Пд)   | 11     |
| 7.  | Илия Груев        | Нефтохимик   | 11     |
| 10. | Албан Буши        | Литекс       | 10     |
| 10. | Генади Симеонов   | Металург     | 10     |
| 10. | Петър Михтарски   | Пирин        | 10     |
| 10. | Михаил Михайлов   | Левски (Кн)  | 10     |
| 10. | Бойко Величков    | Спартак (Вн) | 10     |

## Състав на шампиона Литекс (Ловеч)
| Футболист            | Пост           | Мачове | Голове |
| -------------------- | -------------- | ------ | ------ |
| Витомир Вутов        | Вратар         | 19     | 0      |
| Стоян Ставрев        | Вратар         | 11     | 0      |
| Веселин Игнатов*     | Защитник       | 5      | 1      |
| Златомир Загорчич    | Защитник       | 19     | 1      |
| Стефан Колев         | Защитник       | 26     | 0      |
| Росен Кирилов*       | Защитник       | 11     | 1      |
| Николай Димитров     | Защитник       | 22     | 0      |
| Димитър Балабанов*   | Защитник       | 1      | 0      |
| Алтин Хаджи          | Защитник       | 24     | 6      |
| Живко Желев          | Защитник       | 8      | 1      |
| Радостин Кишишев     | Защитник       | 26     | 1      |
| Димитър Карадалиев   | Защитник       | 16     | 1      |
| Росен Емилов         | Полузащитник   | 15     | 0      |
| Мариян Тодоров       | Полузащитник   | 21     | 2      |
| Стойчо Стоилов       | Полузащитник   | 24     | 9      |
| Ивайло Петев         | Полузащитник   | 5      | 0      |
| Драголюб Симонович   | Полузащитник   | 24     | 9      |
| Лауренциу Регенкампф | Полузащитник   | 14     | 4      |
| Веселин Сърбаков*    | Полузащитник   | 2      | 0      |
| Васил Киров          | Полузащитник   | 16     | 1      |
| Светлан Кондев       | Полузащитник   | 2      | 0      |
| Луиш Карлош Мота     | Нападател      | 11     | 1      |
| Стефан Юруков        | Нападател      | 19     | 7      |
| Георги Богданов      | Нападател      | 3      | 0      |
| Игор Богданович*     | Нападател      | 9      | 5      |
| Димчо Беляков        | Нападател      | 25     | 21     |
| Светослав Тодоров    | Нападател      | 12     | 2      |
| Албан Буши           | Нападател      | 22     | 10     |
| Методи Стойнев*      | Нападател      | 1      | 0      |
| Иван Гемеджиев       | Нападател      | 2      | 0      |
| Ферарио Спасов       | Старши треньор |        |        |

- Заб: С * са отбелязани футболистите, напуснали по време на сезона.